# Шалково
Шалково (пол. Szałkowo, нім. Schalkendorf) — село в Польщі, у гміні Ілава Ілавського повіту Вармінсько-Мазурського воєводства.
Населення — 380 осіб (2011).
У 1975-1998 роках село належало до Ольштинського воєводства.

## Демографія
Демографічна структура станом на 31 березня 2011 року:
|          | Загалом | Допрацездатний вік | Працездатний вік | Постпрацездатний вік |
| -------- | ------- | ------------------ | ---------------- | -------------------- |
| Чоловіки | 198     | 47                 | 131              | 20                   |
| Жінки    | 182     | 34                 | 109              | 39                   |
| Разом    | 380     | 81                 | 240              | 59                   |